# マイウェイ ハイウェイ
『マイウェイ ハイウェイ』は、トータス松本の2枚目のアルバム。2010年9月8日発売。

## 解説
- 初回限定盤には特典DVDが付属。

## 収録曲

### CD
1. ドラゴンパレス
2. なにをやってもケチがつく
3. マイウェイ ハイウェイ
4. クリア!
5. よしゃいいのに
6. どれだけの朝と夜を 〜シュアリー・サムデイ〜
7. あいたいひとは誰?
8. No Way
9. ポーチライト
10. ストレイト
11. 僕は海じゃない
12. ハッピーアワー

### DVD
1. ストレイト ミュージックビデオ
2. クリア! ミュージックビデオ
3. ストレイト メイキング
4. クリア! メイキング
5. 映画「Myway Highway」Special Trailer

## タイアップ
クリア!
- アサヒビール「クリア アサヒ」CMソング

どれだけの朝と夜を 〜シュアリー・サムデイ〜
- 松竹配給映画『シュアリー・サムデイ』オリジナルソング

ポーチライト
- 間寛平「アースマラソン」応援歌

ストレイト
- 関西テレビ・フジテレビ系ドラマ『まっすぐな男』主題歌

僕は海じゃない
- 学校法人モード学園「首都医校・大阪医専・名古屋医専」CMソング

ハッピーアワー
- 毎日放送開局60周年記念ソング
  - 2010年8月26日から9月2日までの「開局60周年記念ウィーク」内の期間中同局が制作しているレギュラーおよび特別番組（テレビでは、『痛快!明石家電視台』、『よゐこ部』、『ジャイケルマクソン』、『ロケみつ〜ロケ×ロケ×ロケ〜』など）内や、『劇闘プロ野球』内でもかけられた。
  - 2010年8月3日から9月2日まで『ちちんぷいぷい』のオープニングで実施した「ハッピーアワーたいそう」（考案:佐藤弘道）で、ラジオ体操風にアレンジしたものを使用。
  - 記念ウィーク終了後2010年9月6日からは、『ちちんぷいぷい』のエンディングコーナー「ハッピーアワー占い」で「ハッピーアワーたいそう」用にアレンジしたもの使用している。